# Cirriformia moorei
Cirriformia moorei är en ringmaskart som beskrevs av Blake 1996. Cirriformia moorei ingår i släktet Cirriformia och familjen Cirratulidae. Inga underarter finns listade i Catalogue of Life.